# Лебедев, Андрей Константинович
Андре́й Константи́нович Ле́бедев (14 февраля 1908, Вязники, Владимирская губерния, Российская империя — 22 мая 1993, Москва, Россия) — советский и российский искусствовед, специалист по русским живописи и скульптуре пореформенной эпохи, исследователь творчества баталиста Василия Верещагина, музейный работник. Доктор искусствоведения (1966), действительный член Академии художеств СССР — Российской академии художеств (с 1967; член-корреспондент с 1947). Заслуженный деятель искусств РСФСР (1958).

## Биография
Родился 14 февраля 1908 года в г. Вязники Владимирской губернии.
В 1930 году окончил МГУ, в 1934 году окончил аспирантуру МИФЛИ.
С 1933 по 1934 годы — старший научный сотрудник ГТГ, редактор Изогиза (1935).
С 1937 по 1941 и с 1944 по 1949 годы — работал в ГлавИЗО Комитета по делам искусств при СНК (СМ) СССР (1937, заместитель начальника (1940—1941, 1944—1949). Защитил кандидатскую диссертацию «Состояние и задачи советской художественной критики» (по материалам доклада на III сессии Академии художеств СССР в январе 1949 года).
С 1949 по 1956 годы — заведующий редакцией искусства Большой советской энциклопедии (БСЭ), член главной редакции 3-го издания БСЭ.
С 1956 по 1963 годы — начальник Управления изобразительных искусств и охраны памятников, член коллегии МК СССР. В 1958 году защитил докторскую диссертацию «Василий Васильевич Верещагин: жизнь и творчество».
С 1948 года и до конца жизни работал в НИИ теории и истории изобразительных искусств Академии художеств: заведующий отделом русского искусства (1948—1949), директор (1963—1988), советник (1988—1993).
В 1947 году избран членом-корреспондентом, а в 1967 году — академиком Академии художеств СССР, в 1991 году — стал академиком РАХ.
Участник Великой Отечественной войны.
Андрей Константинович Лебедев умер 22 мая 1993 года в Москве.

## Избранные работы
- А. М. Герасимов: [Очерк жизни и творчества сов. живописца]. — [Л.]: Искусство, 1938. — 40 с., 18 л. ил. — (Массовая библиотека).
- В. В. Верещагин: [Очерк жизни и творчества]. — М.; Л.: Искусство, 1939. — 38 с., 22 л. ил. — (Массовая библиотека).
- Владимир Васильевич Стасов. 1824—1906: [Краткий очерк критич. деятельности]. — М.; Л.: Искусство, 1944. — 30 с., 4 л. портр. — (Массовая библиотека).
- Виктор Михайлович Васнецов. 1848—1926: [творческий путь]. — М.; Л.: Искусство, 1946. — 41, [1] с., 4 л. ил. — (Массовая библиотека).
- Переписка В. В. Верещагина и В. В. Стасова / Письма подгот. к печати и примеч. к ним сост. А. К. Лебедевым и Г. К. Буровой; Под ред. А. К. Лебедева. — М.: Искусство.
  - Т. 1: 1874—1878. — 1950. — 423 с., 4 л. ил.
  - Т. 2: 1879—1883. — 1951. — 378 с., 4 л. ил.
- Лебедев А. К., Бурова Г. К. В. В. Верещагин и В. В. Стасов: С прил. переписки В. В. Верещагина и В. В. Стасова за 1885—1904 гг. — М.: Искусство, 1953. — 236 с., 3 л. ил.
- Василий Васильевич Верещагин: жизнь и творчество: 1842—1904. — М.: Искусство, 1958. — 427 с., 15 л. ил. — (Русские художники. Монографии).
  - То же / Под ред. А. В. Солодовникова. — 2-е изд., перераб. и доп. — М.: Искусство, 1972. — 395 с., ил.
- Против абстракционизма в искусстве. — М.: Изд-во Акад. художеств СССР, 1959. — 48 с., ил.
  - То же. 2-е изд., испр. и доп. — М.: Изд-во Акад. художеств СССР, 1961. — 62 с., ил.
  - То же. 3-е изд., испр. и доп. — М.: Изд-во Акад. художеств СССР, 1963. — 63 с., ил.
  - К спорам об абстракционизме в изобразительном искусстве. — М.: Сов. художник, [1967]. — 79 с., 10 л. ил.
  - К спорам об абстракционизме в искусстве. — 5-е изд., доп. — М.: Изобраз. искусство, [1970]. — 96 с., 8 л. ил.
- Стасов и русские художники. — М.: Изд-во Акад. художеств СССР, 1961. — 132 с., 4 л. ил.
- Искусство в оковах: (Критика новейших течений в современном буржуазном изобразительном искусстве). — М.: Изд-во Акад. художеств СССР, 1962. — 100 с., ил.
- Русская историческая живопись: до октября 1917 года / сост. и авт. вступ. статьи А. К. Лебедев. — М.: Изогиз, 1962. — [20] с., 60 л. ил.
- Владимир Александрович Серов. — М.: [Искусство], 1965. — 326 с., ил.
- Лебедев А. К., Солодовников А. В. Владимир Васильевич Стасов. (1824—1906): Жизнь и творчество. — М.: Искусство, 1966. — 187 с., 13 л. ил.
  - То же. — М.: Искусство, 1976. — 399 с., 9 л. ил.
  - То же. — Л.: Художник РСФСР, 1982. — 127 с., ил.
- Лебедев А. К., Бурова Г. К. Творческое содружество. М. М. Антокольский и В. В. Стасов. — Л.: Художник РСФСР, 1968. — 110 с., 7 л. ил.
- Верещагин В. В. Избранные письма / Сост., авт. предисл. и примеч. А. К. Лебедев. — М.: Изобразит. искусство, 1981. — 298 с., ил.
- Лебедев А. К., Солодовников А. В. В. В. Стасов. — М.: Искусство, 1982. — 191 с., ил. — (Человек. События. Время).
- Художник и судьбы народа: Сб. статей. — М.: Изобразит. искусство, 1983. — 287 с. : 24 л. ил.
- Лебедев А. К., Солодовников А. В. В. В. Верещагин. — М.: Искусство, 1988. — 206 с., ил. — (Человек. События. Время).
- Жизнь и наследие В. В. Верещагина в свете новых публикаций. — М.: НИИ теории и истории изобразит. искусств, 1992. — 116 с., [12] л. ил.

## Награды
- Орден Трудового Красного Знамени
- Заслуженный деятель искусств РСФСР (1958)
- Золотая медаль АХ СССР (1976)